# Rosenn
Pour plus de détails, voir Fiche technique et Distribution.
Rosenn est un film dramatique belge réalisé par Yvan Le Moine et sorti en 2014. Le scénario est adapté de roman du même nom paru en 1952 de l'écrivain français Jean de Kerlecq.

## Fiche technique
- Titre : Rosenn
- Réalisation : Yvan Le Moine
- Scénario : Yvan Le Moine, Jean de Kerlecq
- Photographie : Danny Elsen
- Montage : Lenka Fillnerova
- Productrice : Shu Aiello
- Production : Artisan Films
- Son : Jean-François Priester
- Décors : Philippe Graff
- Costumes : Claire Dubien
- Maquillage : Karine Gatibelza
- Musique : Simon Thierrée
  - Thème : Hugo Lippens
- Pays de production :  Belgique
- Langue : français
- Format : 35 mm
- Durée : 100 minutes
- Date de sortie : 
  - Belgique : 12 mars 2014

## Distribution
- Hande Kodja : Rosenn
- Rupert Everett : Lewis Lafoly
- Stanislas Merhar : Cavairac
- Jacques Boudet :
- Stefano Cassetti :
- Béatrice Dalle :
- Éric De Staercke :
- Michael Lonsdale (narrateur)
- Firmine Richard :